# اودا هیده‌نوبو
اودا هیده‌نوبو (به ژاپنی: 織田 秀信 Oda Hidenobu)، نام دوران کودکی سانپوشی (به ژاپنی: 三法師)؛ ۱۵۸۰ – ۲۴ ژوئیه ۱۶۰۵) بزرگ‌ترین پسر اودا نوبوتادا و نوه اودا نوبوناگا بود. وی یکی از دایمیوهای مسیحی بود.

## شجره
اودا توشی‌نوبو - اودا یوشی‌نوبو - اودا نوبوسادا (پدربزرگ نوبوناگا) - اودا نوبوهیده - اودا نوبوناگا - اودا نوبوتادا (پسر ارشد نوبوناگا)- اودا هیده‌نوبو
برادر:اودا هیده‌نوری (۱۵۸۱–۱۶۲۵)
فرزندان پسر:اودا هیده‌تومو (فرزند نامشروع) - اودا تسونه‌نائو